# Elorrio
Elorrio é um município da Espanha na província da Biscaia, comunidade autónoma do País Basco, com 37,4 km² de área. Em 2021 tinha 7 383 habitantes (densidade: 197,4 hab./km²).
Esta localidade de Biscaia foi sempre uma cidade senhorial e, como tal, possui um núcleo histórico desse nível, com uma muralha que circundava o centro e de que ainda existem vestígios, como a porta de Don Tello. Vale a pena ver as casas solarengas e palácios dos séculos XVII e XVIII que são verdadeiras obras de arte em pedra.

## Demografia
| Variação demográfica do município entre 1991 e 2004 | Variação demográfica do município entre 1991 e 2004 | Variação demográfica do município entre 1991 e 2004 | Variação demográfica do município entre 1991 e 2004 |
| --------------------------------------------------- | --------------------------------------------------- | --------------------------------------------------- | --------------------------------------------------- |
| 1991                                                | 1996                                                | 2001                                                | 2004                                                |
| 7432                                                | 7338                                                | 7157                                                | 7099                                                |